# Smrduša
Smrduša (cyr. Смрдуша) – wieś w Czarnogórze, w gminie Nikšić. W 2011 roku liczyła 17 mieszkańców.